# Vluchtelingencrisis
De term vluchtelingencrisis wordt gebruikt voor een moeilijke en/of gevaarlijke situatie die is ontstaan als gevolg van gedwongen migratie, al dan niet over landsgrenzen heen.
Oorlog is een belangrijke oorzaak van gedwongen massamigratie en bijgevolg van vluchtelingencrisissen. Een andere factor die in de 21e eeuw steeds belangrijker wordt is klimaatverandering (zie ook Klimaatvluchteling).

## Voorbeelden
- Europese vluchtelingencrisis, over de vluchtelingen die sinds 2013 vanuit vooral Afrika en het Midden-Oosten via de Middellandse Zee naar Europa trachten te komen
- De Oekraïense vluchtelingencrisis sinds 2022 betreft miljoenen vluchtelingen die als gevolg van de Russische invasie van Oekraïne naar andere delen van Europa trekken

## Kritiek op de term 'crisis'
Volgens socioloog en migratiewetenschapper Hein de Haas is er geen sprake van een wereldwijde vluchtelingencrisis, omdat migratiecijfers al decennia vrij stabiel zijn. Sinds de jaren 1950 is het aantal vluchtelingen wereldwijd stabiel gebleven tussen 0,1% en 0,35% van de wereldbevolking, afhankelijk van de omvang van de conflicten op dat moment. Als er een oorlog uitbreekt dan komt er incidenteel een grote vluchtelingenstroom opgang. Maar op de lange termijn, zowel wereldwijd als lokaal, is er geen toename in vluchtelingenmigratie te zien.